# Dipolydora commensalis
Dipolydora commensalis är en ringmaskart som först beskrevs av Andrews 1891.  Dipolydora commensalis ingår i släktet Dipolydora och familjen Spionidae. Inga underarter finns listade i Catalogue of Life.